# Galukoshi
Le galukoshi est un instrument de divination utilisé par les Pende en République démocratique du Congo. On le présente quelquefois comme une « marionnette divinatoire ».

## Histoire
Le galukoshi connaît son heure de gloire entre les années 1920 et 1950, puis disparaît.

## Description
Il prend la forme d'un bras articulé télescopique, en bois ou en bambou, doté à l'une de ses extrémités d'une petite tête en bois sculptée garnie de plumes.

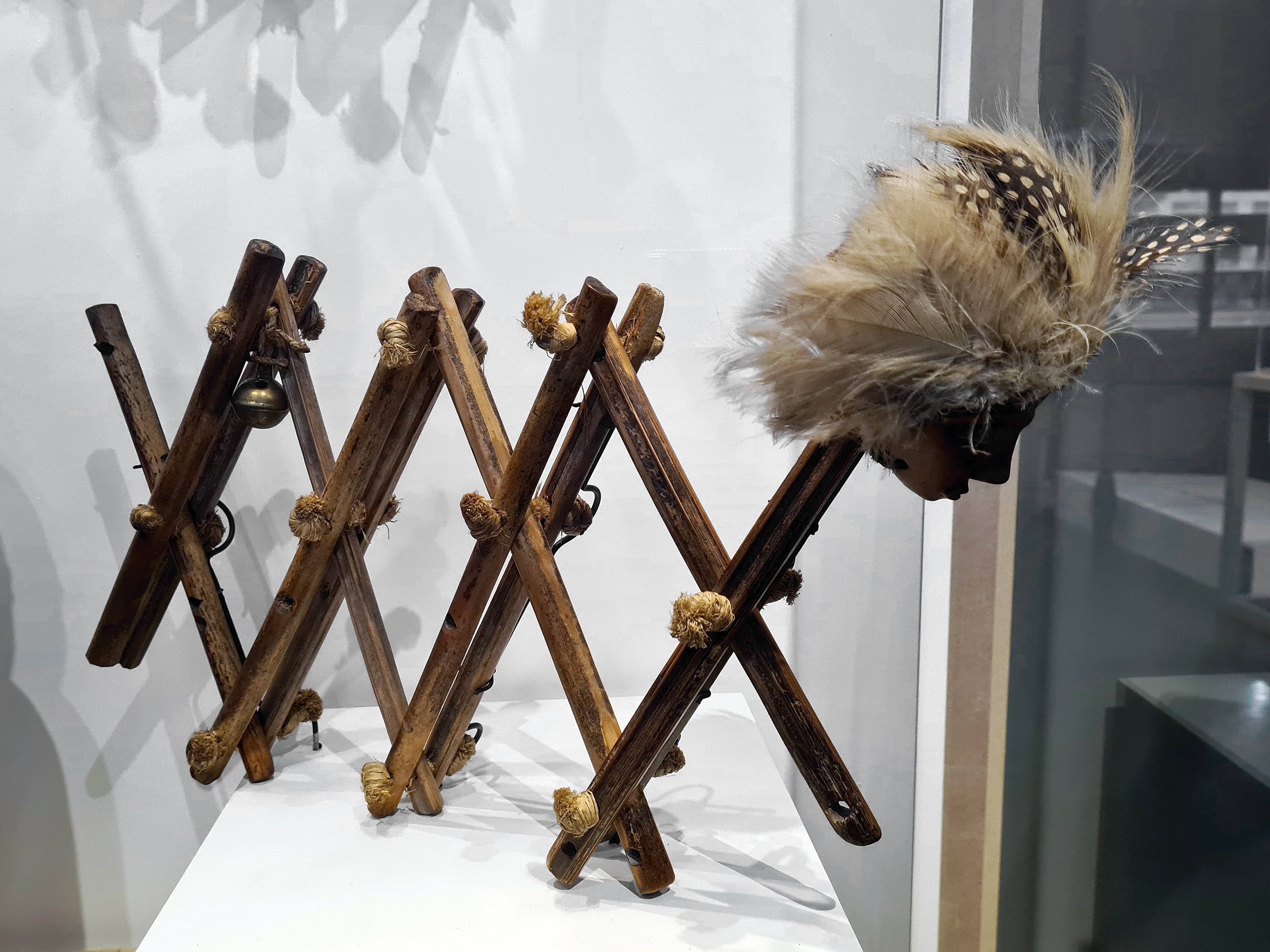
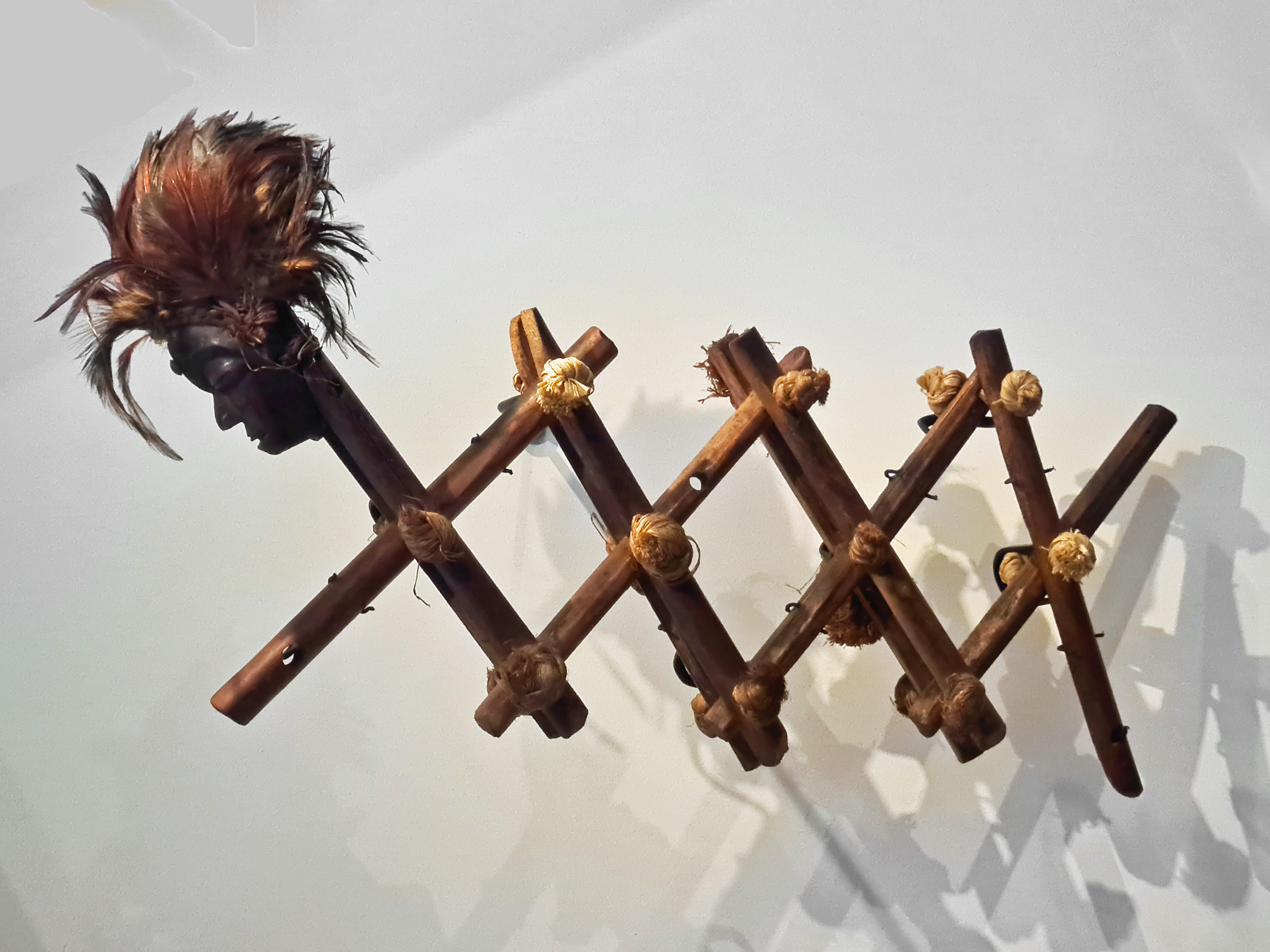

## Utilisation
Le galukoshi était utilisé par un devin pour ses consultations. À la différence des pratiques en Occident, il s'agit moins de prédire l'avenir que de trouver des réponses à certaines interrogations ou parfois de désigner un coupable.
Le devin pose l'instrument entièrement replié sur ses genoux et l'oriente vers son interlocuteur auquel il pose des questions concernant son problème. La tête du galukoshi se projette en avant lorsque le devin considère que l'on est sur la bonne voie.